# Hạ Hầu Anh
Hạ Hầu Anh (chữ Hán: 夏侯嬰, ? - 172 TCN) là công thần khai quốc nhà Hán trong lịch sử Trung Quốc, người huyện Bái (nay thuộc tỉnh An Huy, Trung Quốc).

## Sự nghiệp
Ông vốn là người chăn ngựa đánh xe ở nha môn huyện Bái, rất thân thiết với Lưu Bang - khi đó là một đình trưởng ở huyện Bái. Lưu Bang một lần trêu đùa Hạ Hầu Anh, phải chịu xử tội, Hạ Hầu Anh giúp Lưu Bang giấu tội. Sau đó ông bị giam và chịu phạt đánh mấy trăm trượng.
Hạ Hầu Anh và Tiêu Hà là những người đầu tiên tham gia cùng Lưu Bang khởi sự, là người đánh xe cho Lưu Bang. Ông đánh xe giỏi lại là người gan dạ xông pha trận mạc, nên được ban tước Đằng công. Khi Hạng Vũ diệt nhà Tần, phong Bái công Lưu Bang làm Hán vương. Hán vương ban tước hầu cho ông, hiệu là Chiêu Bình hầu, kiêm chức Thái Bộc.
Sau khi Lưu Bang bình định Tam Tần, Hạ Hầu Anh cùng Hán vương vào Bành Thành. Trận Bành Thành, Lưu Bang bị Hạng Vũ đánh bại, quân Hán thua to, Lưu Bang bỏ chạy, gia quyến thất lạc. Trên đường, Lưu Bang gặp hai con là Lưu Doanh và công chúa Lỗ Nguyên, Hạ Hầu Anh liền đưa hai đứa trẻ theo cùng. Khi quân Sở đuổi sát, Lưu Bang vì sợ chết nên đã ba lần hất hai đứa trẻ xuống xe để xe chạy nhanh hơn, nhưng cả ba lần Hạ Hầu Anh đều xuống xe bế lên đưa đi tiếp. Lưu Bang khi đó vô cùng tức giận, đã muốn giết Anh, nhưng cuối cùng cũng thoát được. Lưu Doanh và công chúa Lỗ Nguyên được đưa về Phong Ấp.
Khi Lưu Bang xưng đế (202 TCN), Hạ Hầu Anh phò Lưu Bang bắt Sở vương Hàn Tín lập công. Hạ Hầu Anh luôn theo Lưu Bang trong các cuộc bình định sau đó. Lưu Bang chết, Hạ Hầu Anh giữ chức Thái Bộc, theo hầu Hiếu Huệ đế và Lã hậu. Lã hậu chết (180 TCN), thế lực họ Lã bị diệt, ông tiếp tục phò tá Lưu Hằng lên ngôi.
Hạ Hầu Anh giữ chức Thái Bộc cho tới khi mất vào năm 172 TCN, không rõ lúc đó ông bao nhiêu tuổi. Thụy hiệu của ông là Văn hầu.